# الگر (اوهایو)
الگر، اوهایو (به انگلیسی: Alger, Ohio) یک منطقهٔ مسکونی در ایالات متحده آمریکا است که در اوهایو واقع شده‌است.

## خصوصیات
الگر ۰٫۷۳ کیلومترمربع مساحت و ۸۶۰ نفر جمعیت دارد و ۲۹۸ متر بالاتر از سطح دریا واقع شده‌است.